# Turpinia ovalifolia
Turpinia ovalifolia là một loài thực vật có hoa trong họ Staphyleaceae. Loài này được Elmer miêu tả khoa học đầu tiên năm 1908.